# Castillo de Saladino (Egipto)
El castillo de Saladino es el nombre que recibe lo que en realidad son dos castillos (Norte y Sur) en la llamada Isla del Faraón en Aqaba, Golfo de Mar Rojo, en Egipto.
Fue construido por Salah El-Din (Saladino) en el 1170 DC. La isla tenía otros castillos antes en la época árabe antigua y en 1116 DC levantados por Balduino I de Jerusalén. 
Los castillos desempeñaron una papel importante en la época de las cruzadas, mameluca y otomana.